# Duchess of Atholl (Schiff)
Die Duchess of Atholl war ein 1928 in Dienst gestellter Ozeandampfer der kanadischen Reederei Canadian Pacific Steamship Company, der für die Beförderung von Passagieren, Fracht und Post zwischen Kanada und Großbritannien eingesetzt wurde. Im Zweiten Weltkrieg diente die Duchess of Atholl als Truppentransporter, bis sie am 10. Oktober 1942 im Südatlantik von einem deutschen U-Boot versenkt wurde.

## Geschichte
Das 20.119 BRT große Dampfturbinenschiff Duchess of Atholl wurde bei den Dalmuir Naval Construction Works in Dalmuir, einer Nebenstelle der Schiffswerft William Beardmore and Company, gebaut und lief dort am 23. November 1927 vom Stapel. Taufpatin war Katharine Stewart-Murray, Duchess of Atholl, nach der das Schiff benannt worden war. Sie war das zweite Schiff der Duchess-Klasse, die Ende der 1920er Jahre in Dienst gestellt wurde. Die anderen drei waren die Duchess of York (1928), die Duchess of Bedford (1928; ab 1947 Empress of France) und die Duchess of Richmond (1929; ab 1947 Empress of Canada). Weil sie bei schwerer See auffällig rollten, wurden die Schwesterschiffe auch „The Drunken Duchesses“ (dt.: Die betrunkenen Herzoginnen) genannt.

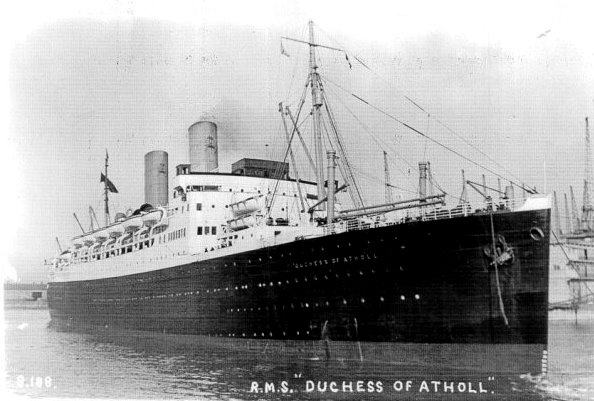
Vorkriegspostkarte der Duchess of Atholl

Die Duchess of Atholl war 183,18 Meter lang, 22,92 Meter breit und hatte einen maximalen Tiefgang von 12,7 Metern. Sie wurde mit Dampfturbinen angetrieben, die auf zwei Propeller liefen und 20.000 PS leisteten. Die Höchstgeschwindigkeit lag bei 17,5 Knoten. Während der Konstruktionsarbeiten fiel eine der Turbinen von einem Kran und die dadurch entstandenen Schäden verzögerten die Fertigstellung. Daher konnte sie erst am 23. Juli 1928 in Liverpool zu ihrer Jungfernfahrt nach Québec und Montreal auslaufen. Das Schiff konnte 580 Passagiere in der Kabinenklasse, 480 in der Touristenklasse und 510 in der Dritten Klassen befördern.
Die Duchess of Atholl hielt mit sechs Tagen und 13 Minuten kurzzeitig den Rekord für die schnellste Überfahrt von Kanada nach Liverpool. Am 4. Januar 1929 legte das Schiff in Liverpool zu seiner ersten Kreuzfahrt nach Südamerika und Südafrika ab. Im Oktober 1935 verlor die Duchess of Atholl auf See ihr Ruder und musste in den Mersey geschleppt werden. Bis Kriegsausbruch führte die Duchess of Atholl 109 Überfahrten nach Kanada, vier Fahrten nach Bermuda und 44 Kreuzfahrten durch. Im Dezember 1939 wurde sie zum Kriegsdienst eingezogen und unternahm als Truppentransporter mehrere Truppenfahrten von Marseille nach Alexandria. Bereits im Mai 1940 wurde sie wieder der Reederei übergeben.
Es folgten sechs weitere Transatlantiküberquerungen. Bei der ersten davon waren 800 britische Kinder an Bord, die nach Kanada evakuiert wurden. Am 15. November 1940 wurde die Duchess of Atholl erneut eingezogen und hauptsächlich für Truppenfahrten vom Clyde in den Mittleren Osten via Kapstadt genutzt. Im Mai 1942 nahm sie an der alliierten Eroberung von Madagaskar teil.

## Versenkung
Am 3. Oktober 1942 legte die Duchess of Atholl unter dem Kommando von Kapitän Henry Allinson Moore in Kapstadt nach Durban und Großbritannien ab. Sie kam aus Sues und nahm in Kapstadt 534 Passagiere an Bord, darunter 58 Frauen und 34 Kinder. Unter den Reisenden waren einige Überlebende anderer Schiffsversenkungen. Dazu kamen 273 Besatzungsmitglieder und 25 Kanoniere (insgesamt 832 Menschen) sowie 3500 Tonnen Fracht. Das Schiff fuhr ohne Geleitschutz. Zur Bewaffnung gehörten eine Sechs-Inch-Kanone, eine Drei-Inch-Kanone, vier 20-mm-Oerlikon-Kanonen, vier Zwillingskanonen der Marke Marlin Firearms, sechs Wasserbomben, vier Pig Troughs und vier Flugabwehrraketen.
Am 10. Oktober 1942 um 08.03 Uhr wurde das Schiff auf der Position 7° 3′ S, 11° 12′ W 200 Seemeilen östlich der Insel Ascension im Südatlantik von dem deutschen U-Boot U 178 (Kapitän zur See Hans Ibbeken) gesichtet. Es fuhr im Zickzackkurs. Um 08.19 Uhr wurde es mit zwei Torpedos beschossen. Einer verfehlte das Ziel, aber der zweite schlug an Backbord im Maschinenraum ein, was fünf Maschinisten das Leben kostete. Die Duchess of Atholl bekam sofort Schlagseite, die Lichter gingen aus und nach kurzer Zeit konnte das Schiff nicht mehr gesteuert werden.
Es wurde umgehend mit der Evakuierung der Passagiere begonnen. Sämtliche wichtigen Schiffspapiere und neun für die britische Admiralität bestimmte Postsäcke wurden über Bord geworfen. Um 08.37 Uhr schoss U 178 zwei weitere Torpedos, von denen wieder einer traf. Ein weiterer Torpedo ging um 09.18 Uhr daneben. Drei Minuten später wurde das Schiff zum letzten Mal getroffen. Es begann langsam zu sinken und ging um 11.25 Uhr schließlich unter. Die 827 Überlebenden wurden am darauf folgenden Tag von der Corinthian (Commander E. J. R. Pollitt), einem ehemaligen Passagierschiff der Ellerman Lines, aufgenommen und am 14. Oktober in Freetown an Land gebracht. Am 15. Oktober verließen die Überlebenden Freetown an Bord der Carnarvon Castle der Union-Castle Line mit Ziel Glasgow.